# Cinara fornacula
Cinara fornacula är en insektsart som beskrevs av Hottes 1930. Cinara fornacula ingår i släktet Cinara och familjen långrörsbladlöss. Inga underarter finns listade i Catalogue of Life.